# LuAZ-967
Der LuAZ-967 (russisch ЛуАЗ-967), in den ersten Jahren teilweise auch als ZAZ-967 und möglicherweise LuMZ-967 bezeichnet, ist ein Amphibienfahrzeug des Herstellers LuAZ, das in den Armeen des Warschauer Pakts als „Geschädigtentransportfahrzeug“ sowie zum Transport von Munition und leichten Waffen diente.
Erste Prototypen wurden bereits Ende der 1950er-Jahre gebaut. Eine Serienfertigung gab es erst ab 1975 unter der Bezeichnung LuAZ-967M. Die Bezeichnung der Armee für das Fahrzeug war Transporter perednowo kraja, kurz TPK (russisch транспортер переднего края, kurz ТПК), was sinngemäß für Transporter für die vorderste Front steht.

## Fahrzeuggeschichte

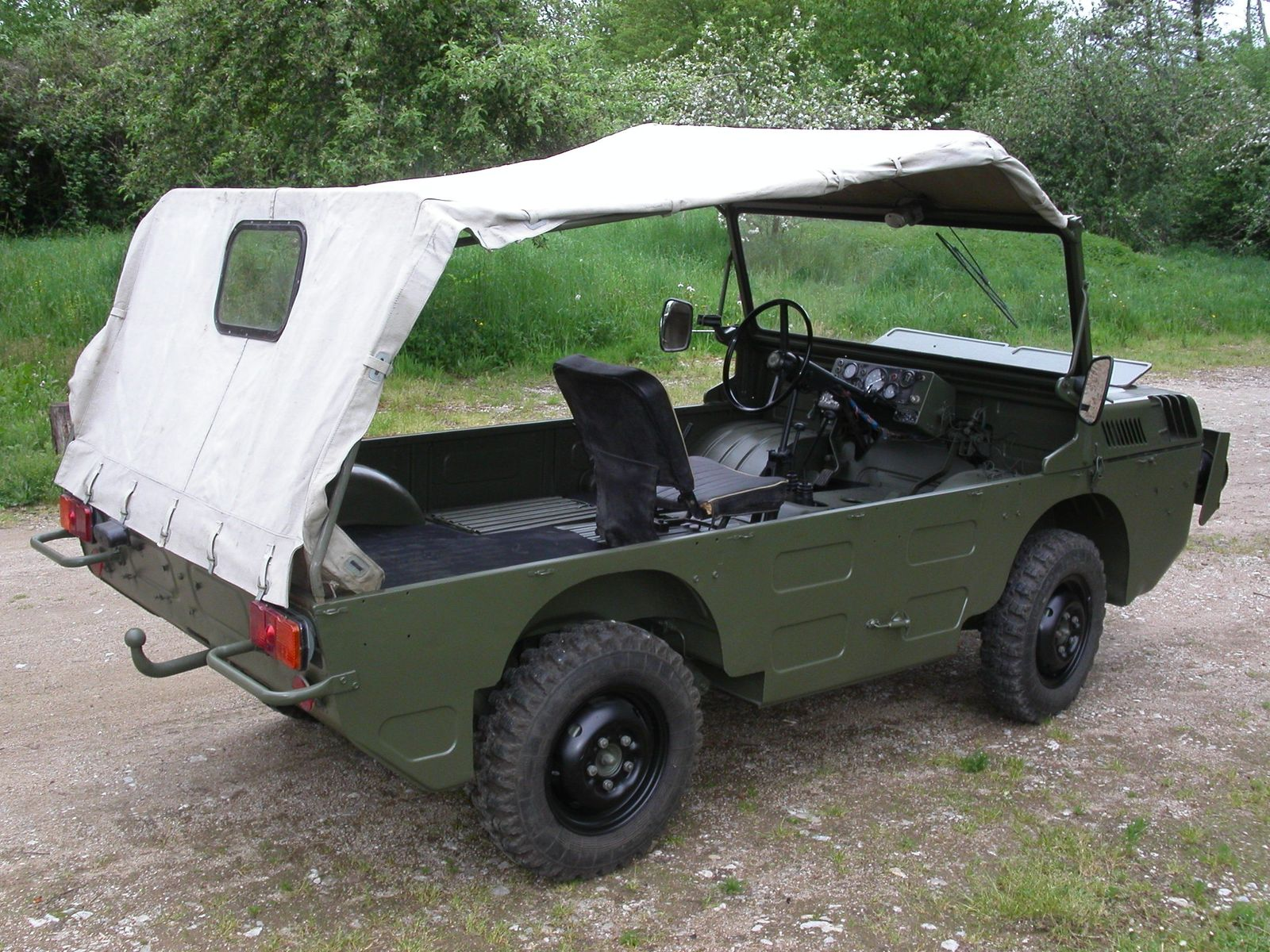
Heckansicht des Fahrzeugs mit Blick auf das mittig sitzende Lenkrad (2008)

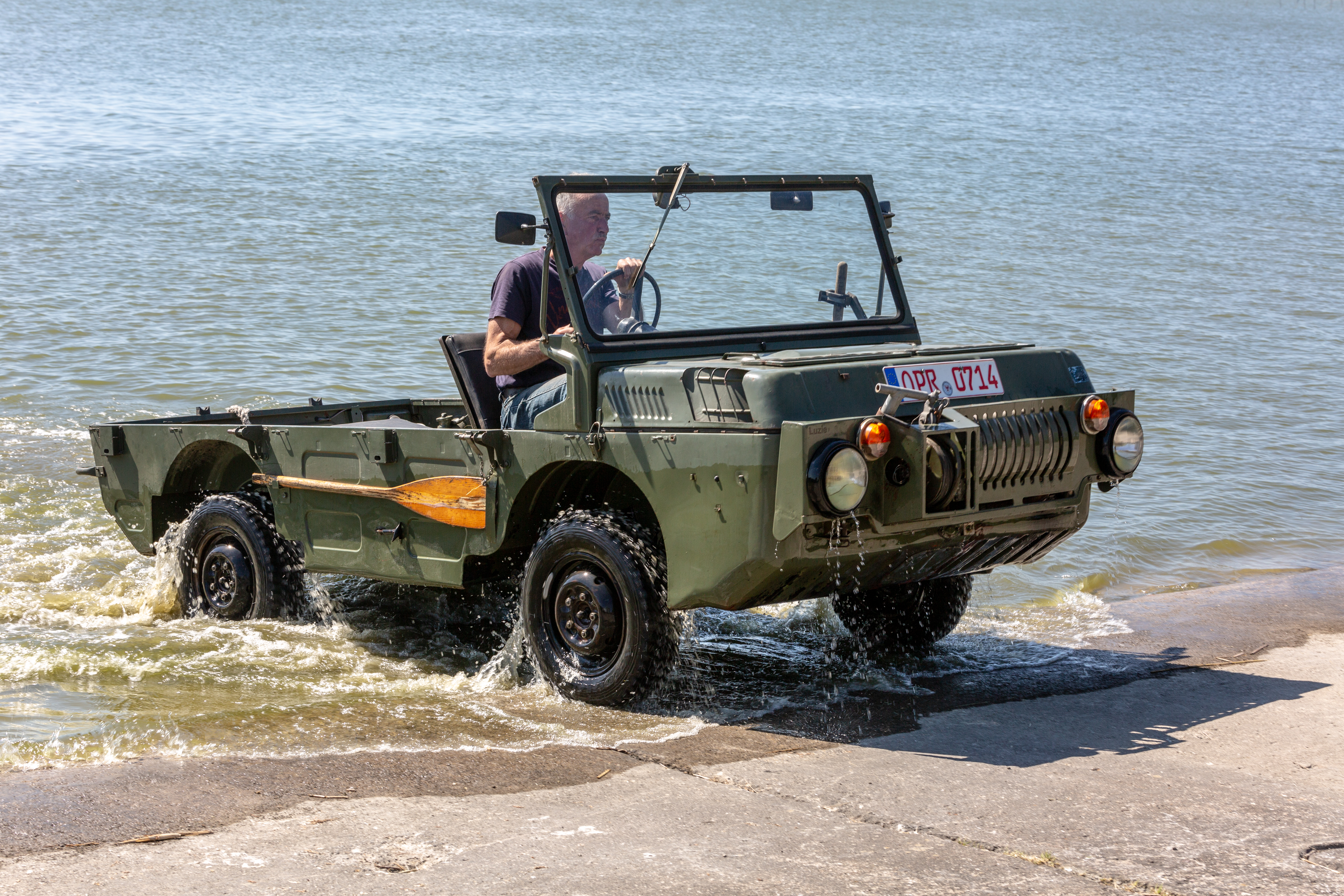
LuAZ-967 beim Anlanden: gut zu erkennen ist die Seilwinde des Fahrzeugs (2018)

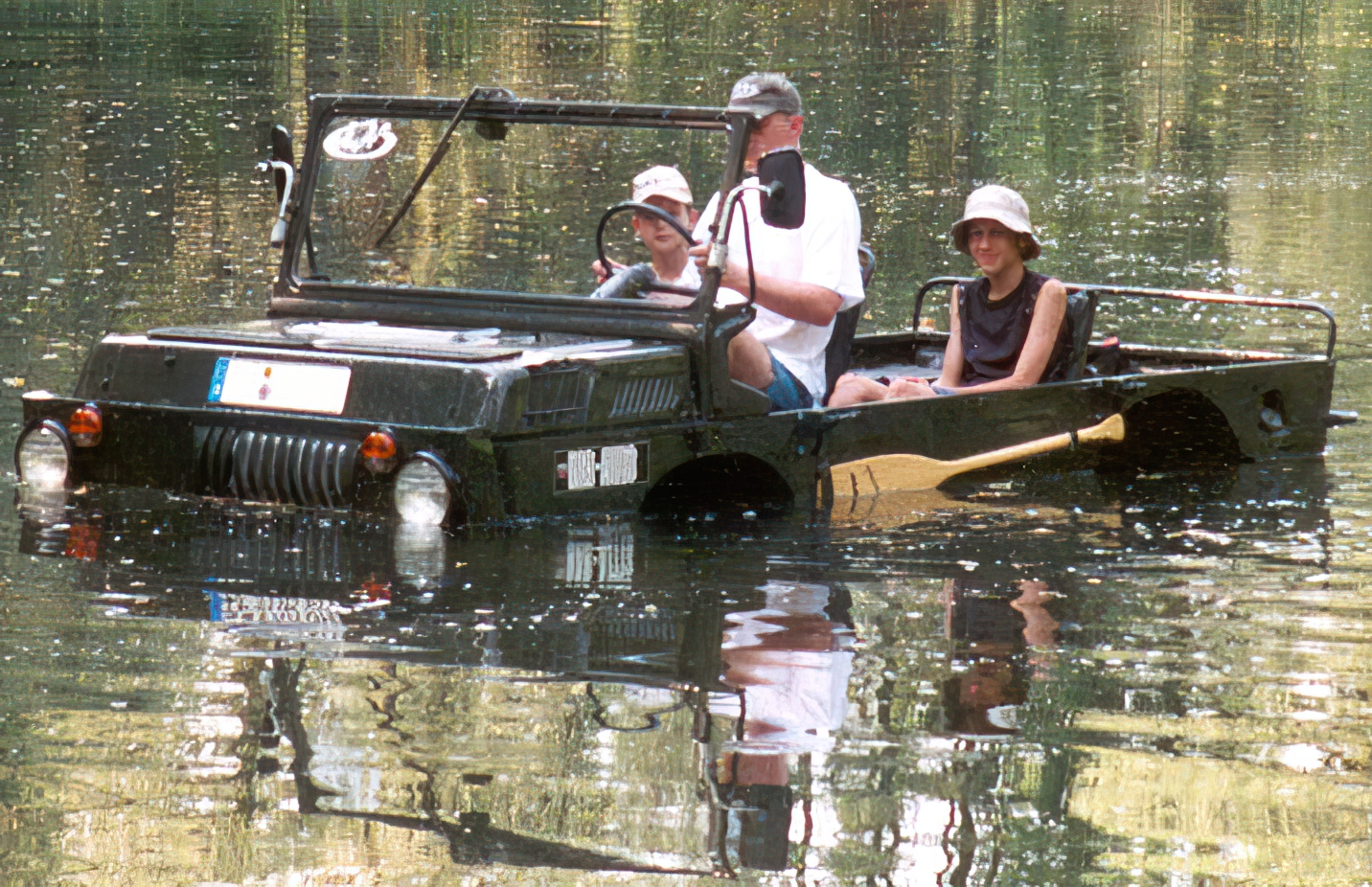
Schwimmender LuAZ-967M (2000)

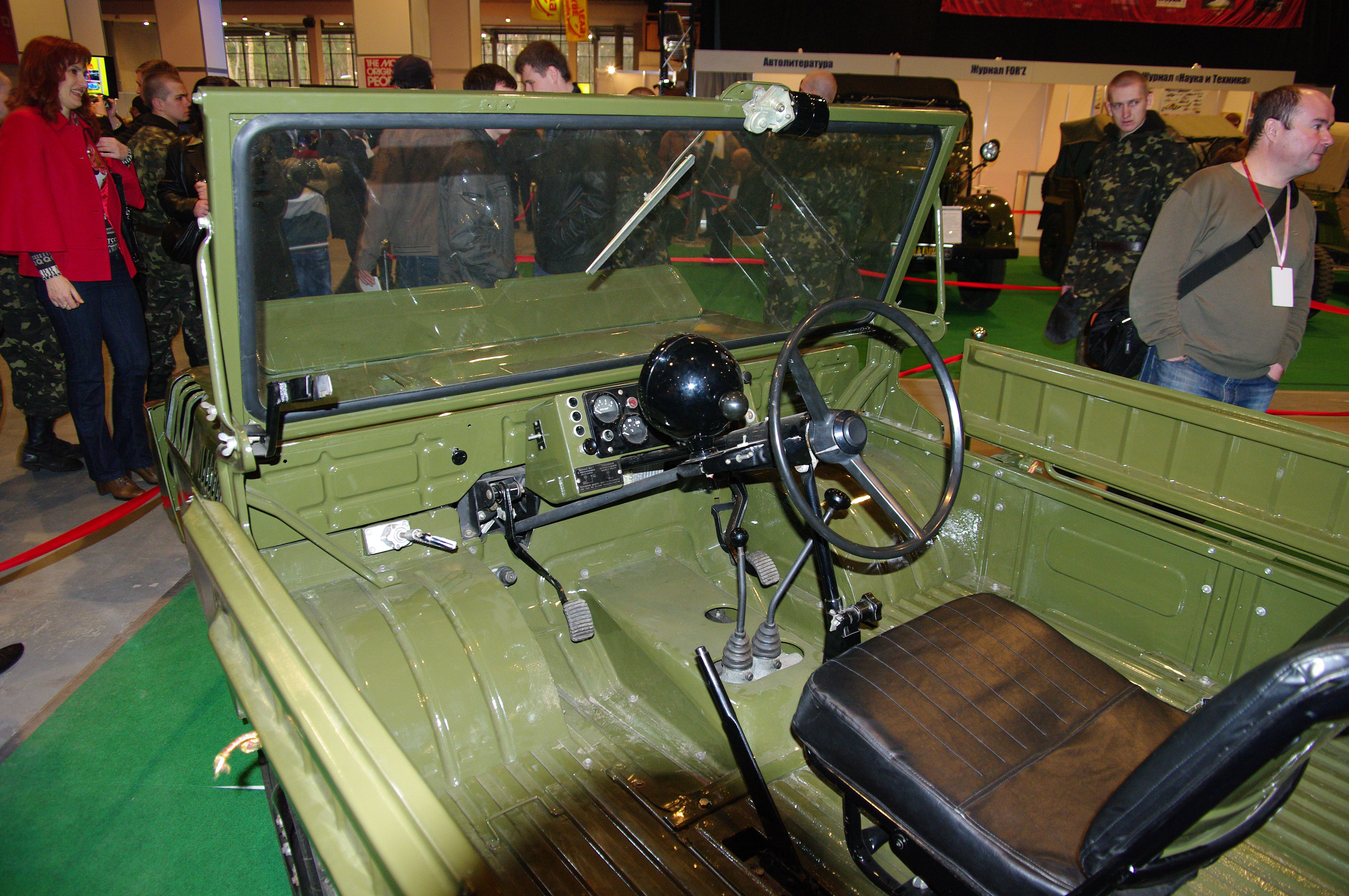
Fahrzeugcockpit auf einer Ausstellung in Kiew (2013)

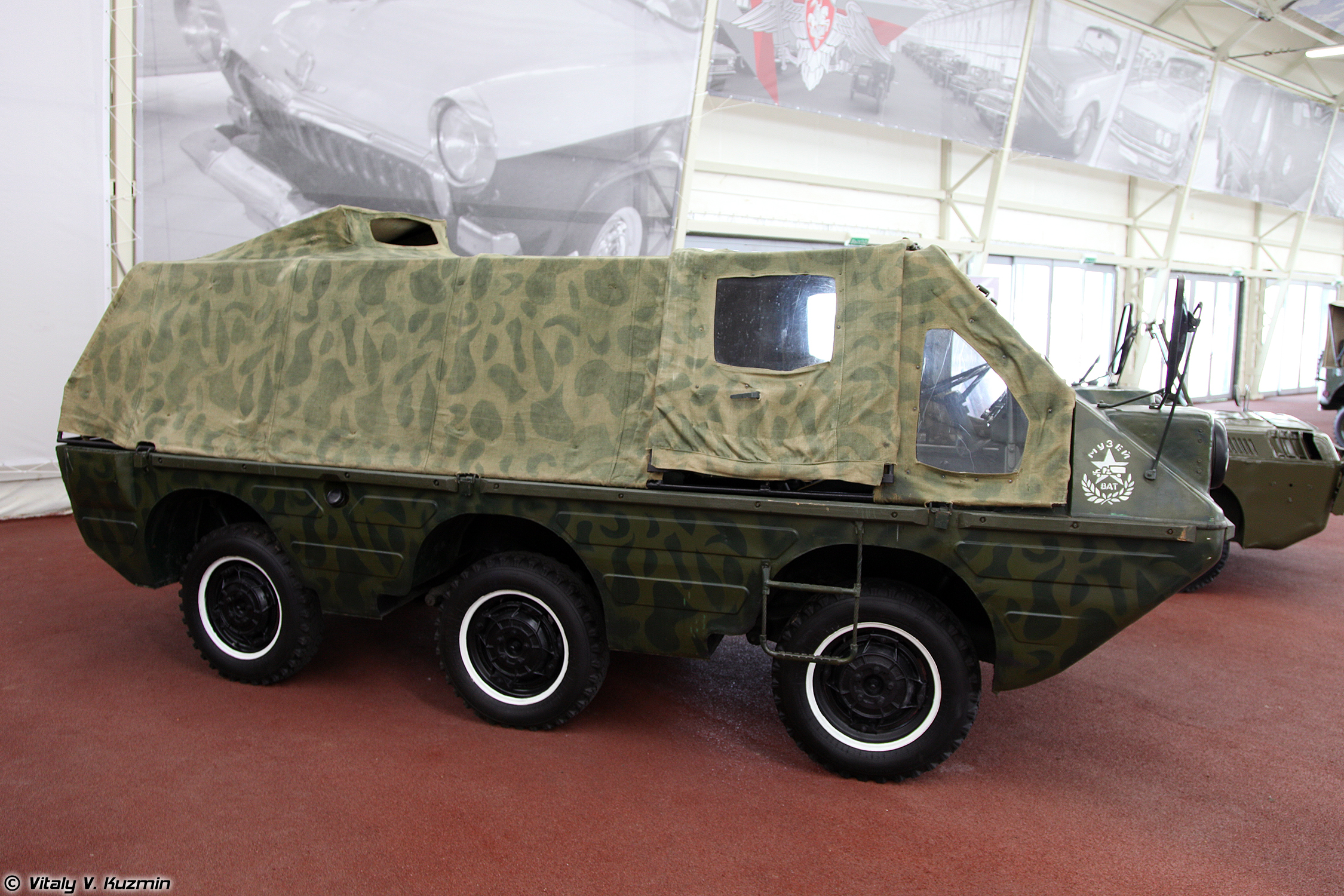
Dreiachsige Version LuAZ „Geolog“ (2017)

Nach den Erfahrungen der Sowjetarmee im Koreakrieg (1950–1953) sollten leichtere Geländefahrzeuge ähnlich dem amerikanischen Jeep entwickelt werden, als Ergänzung zu den schweren GAZ-69s.
Der Serienproduktion voraus gingen fast zwanzig Jahre Entwicklung, beginnend mit verschiedenen Prototypen des Fahrzeugbauinstituts NAMI. Als erstes wurden 1957 der NAMI-032G gebaut, der noch nicht geheim war und über dessen Entwicklung es Berichte in der sowjetischen Fachpresse gab. Er erhielt einen Zweizylinder-Viertakt-Ottomotor aus dem Irbitski Motozikletny Sawod, wie er auch in Motorrädern dieses Herstellers verwendet wurde. Es folgten die beiden Versionen NAMI-032M und der NAMI-032S. Beide erhielten eine neue Karosserie, die dem späteren Serienfahrzeug deutlich ähnlicher war als die des ersten Prototyps. Im NAMI-032S verwendete man den V4-Motor MeMZ-967, der auf dem MeMZ-966 aus dem ZAZ-965A basierte. Unter der Bezeichnung NAMI-032SK wurde sogar ein Luftkissenfahrzeug gebaut. Im Januar 1961 wurde das Projekt an das Konstruktionsbüro des ukrainischen Saporisky Awtomobilebudiwny Sawods (ZAZ) abgegeben, wo es die Bezeichnung ZAZ-967 erhielt.
Bei ZAZ wurde das Fahrzeug stark überarbeitet. Außerdem wurden Teile der Technik mit der des ebenfalls in Entwicklung befindlichen Geländewagens ZAZ-969 (später als ZAZ-969 und anschließend als LuAZ-969A in Serie gebaut) vereinheitlicht. Es entstand in den folgenden Jahren eine zweistellige Anzahl Prototypen, in den Jahren 1964 und 1967 gab es größere Änderungen an der Konstruktion. Zu diesem Zeitpunkt war ein Motor vom Typ MeMZ-967 verbaut, der 30 PS (22 kW) bei einem Hubraum von 887 cm³ leistete. Der ZAZ-967 wog leer 920 kg und konnte 350 kg Ladung aufnehmen.
1967 wurde das Projekt an das Luzki Awtomobilny Sawod abgetreten, ohne dass bei ZAZ eine Serienfertigung zustande gekommen wäre. In diesem Zusammenhang taucht auch die Bezeichnung LuMZ-967 auf, das Werk war erst 1966 von Luzki Maschinostroitelny Sawod (kurz LuMZ, dt. Luzker Maschinenbauwerk) in LuAZ umbenannt worden. Sie wird jedoch nicht durchgängig in der Literatur verwendet. Bei LuAZ wurden elf weitere Prototypen gebaut: Einer 1968, der gemeinsam mit NAMI erprobt wurde, fünf weitere 1970 und nochmals fünf Exemplare 1971. Die Serienproduktion wurde wenig später genehmigt und 1975 aufgenommen. Die Produktion lief 1991 aus. Mindestens 7900 LuAZ-967M wurden gebaut.
Ab Anfang der 1980er-Jahre wurden zusätzlich Modelle mit drei Achsen und Allradantrieb gebaut und getestet, zu einer Serienfertigung kam es nie. Mindestens ein Fahrzeug dieser Art ist museal erhalten geblieben.

## Fahrzeugbeschreibung
Das „Geschädigtentransportfahrzeug“ war für den Einsatz im „vordersten Bereich“ konzipiert. Es war luftlandefähig und konnte mittels mitgeführter Spurbrücken auf dem Rückmarsch auch kleinere Gräben selbsttätig überwinden.
Durch die klappbare Lenksäule, Frontscheibe und die versenkbaren Sitze war es möglich, das Fahrzeug im Liegen zu steuern, was insbesondere bei Beschuss von Vorteil ist. Dabei konnten die seitlich angebrachten Spurbrücken als Splitterschutz aufgestellt werden.
Der Fahrersitz ist mittig angeordnet, da seitlich die Tragen für die Verwundeten angebracht wurden. Alternativ gehörte, neben weiterer Sanitätsausstattung, eine Verwundetentransportmatte zur Ausrüstung. Mittels der zwei seitlich angeordneten Notsitze konnten anstelle der Tragen leichter Verwundete sitzend transportiert werden. Mit der serienmäßigen Seilwinde (etwa 2 kN Zugkraft) konnten Verwundete auf einer Zeltbahn aus den Schussbereich gerettet und an das Fahrzeug herangezogen werden. Da die Abdichtung gegen eindringendes Wasser nur unzureichend war, umfasste die Ausstattung auch eine Lenzpumpe mit Pumpensumpf im Motorraum. Die Geschwindigkeit beträgt im Wasser etwa 3 km/h, da der Antrieb ausschließlich über die Räder erfolgt.

## Militärische Verwendung
Neben dem LuAZ-967 waren die Armeen des Warschauer Pakts auch mit anderen schwimmfähigen Fahrzeugen wie den SPW 60, SPW 70, SPz BMP-1 und BMP-2 ausgestattet.
Verschiedene Versionen des LuAZ-967 wurden 1978 bei den Sanitäts-Bataillonen der Mot-Schützen-Divisionen der Nationalen Volksarmee der DDR eingeführt. Insgesamt wurden etwa 250 Fahrzeuge importiert.
Das Fahrzeug war in keiner Armee mit Hoheitszeichen ausgestattet, sondern trug das Rote Kreuz auf den vorderen Kotflügeln, der Frontscheibe und am rechten Fahrzeugheck. Die Fahrer trugen im Einsatz statt des Stahlhelms eine Panzerfahrer-Haube, da sie über das mitgeführte Funkgerät R 105 im Funkkontakt standen.

## Modellversionen
Über die lange Konstruktions- und Produktionszeit des Fahrzeugs hinweg gab es verschiedene Modellvarianten.
- ZAZ-967 – Diesen Arbeitstitel erhielten die ersten Prototypen, die noch im Saporisky Awtomobilebudiwny Sawod gefertigt wurden.[6]
- LuMZ-967 – Möglicherweise ab 1967 noch kurzzeitig im Luzker Werk verwendete Bezeichnung für Prototypen.[5]
- LuAZ-967 – Arbeitstitel für diverse Prototypen aus dem Werk in Luzk bis in die 1970er-Jahre.[1]
- LuAZ-967M – Erste und einzige Serienversion, gebaut von 1975[1] bis 1991.[6] Verschiedene (Standard-)Teile des Fahrzeugs wurden aus der Produktion von Moskwitsch und UAZ übernommen.[6]
- LuAZ-972 bzw. LuAZ-1901 „Geolog“ – Verschiedene, in den 1980er-Jahren gebaute dreiachsige Versionen des Fahrzeugs,[6] nur Prototypen.[1]

In älteren Quellen wird teilweise ein LuAZ-967A geführt. Neuere Werke, die sich mit dem Thema deutlich umfassender beschäftigen, kennen diese Fahrzeugversion nicht. Es ist davon auszugehen, dass es sich um eine Verwechslung mit dem LuAZ-969 handelt und es einen LuAZ-967A nie gab.

## Technische Daten
Für den LuAZ-967M, ca. 1975.
- Motor: Vierzylinder-Ottomotor, luftgekühlt, V4
- Motortyp: MeMZ-967A
- Leistung: 39 PS (29 kW)
- Hubraum: 1197 cm³
- Drehmoment: 73,5 Nm
- Höchstgeschwindigkeit: 75 km/h an Land, 3 km/h im Wasser
- Tankvolumen: 34 l
- Antriebsformel: 4×2 bzw. 4×4 (permanenter Frontantrieb, Hinterachse zuschaltbar)
- Getriebe: mechanisch, 4 Vorwärtsgänge
- Trommelbremsen an allen Rädern
- Einzelradaufhängung an Schräglenkern (vorn geschoben) mit Drehstabfedern
- schwimmfähig für mindestens 30 Minuten in ruhigen Gewässern
- Antrieb im Wasser über die Rotation der Räder

Abmessungen und Gewichte
- Länge: 3735 mm
- Breite: 1712 mm
- Höhe: 1750 mm
- Bodenfreiheit: 285 mm
- Radstand: 1800 mm
- Spurweite vorne: 1335 mm
- Spurweite hinten: 1330 mm
- Leergewicht: 950 kg
- Zuladung: 400 kg
- Zulässiges Gesamtgewicht: 1350 kg
- Anhängelast: 300 kg